# چارلی اولیر
چارلی اولیر (انگلیسی: Charly Ollier؛ زادهٔ ۱۸ فوریهٔ ۱۹۸۵) بازیکن فوتبال اهل فرانسه است.
از باشگاه‌هایی که در آن بازی کرده‌است می‌توان به باشگاه فوتبال کلرمون فوت اشاره کرد.